# Irama
Irama, pseudonimo di Filippo Maria Fanti (Carrara, 20 dicembre 1995), è un cantautore italiano.
Dopo aver esordito nel 2016 al 66º Festival di Sanremo col brano Cosa resterà nella sezione "Nuove proposte", nel 2018 è salito alla ribalta dopo aver trionfato alla diciassettesima edizione del talent show Amici di Maria De Filippi. Nel 2020 ha vinto la prima edizione del talent show Amici speciali, spin-off di Amici.

## Biografia

### Infanzia ed esordi
Nato nel 1995 a Carrara, in provincia di Massa-Carrara, da madre Patrizia e da padre Marco, ha vissuto nella sua città natale fino all'età di otto anni, quando si è trasferito a Monza con i suoi genitori e sua sorella Jolanda. Ha iniziato a scrivere i suoi primi brani all'età di sette anni, inspirandosi ad alcuni cantautori italiani come Fabrizio De André, Francesco Guccini e Lucio Battisti, e internazionali come Drake ed Ed Sheeran. A dodici anni ha scelto il suo nome d'arte "Irama", ottenuto anagrammando il secondo nome Maria, significa anche "ritmo" in lingua malese.
Nel 2014 ha collaborato con Valerio Sgargi, incidendo tre brani: Amore mio, Per te ed È andata così. Nel 2015 ha collaborato con il duo musicale Benji & Fede, incidendo il brano Fino a farmi male.

### 2015-2016: primo Sanremo eIrama
Il 27 novembre 2015, con il brano Cosa resterà, scritto a quattro mani con Giulio Nenna, è risultato fra gli otto vincitori della nona edizione del concorso canoro Sanremo Giovani, che gli ha consentito l'ammissione di diritto al 66º Festival di Sanremo nella sezione "Nuove proposte". In tale occasione si è classificato settimo nella graduatoria finale, dopo aver perso la sfida eliminatoria in favore di Ermal Meta con Odio le favole.
Il singolo sanremese, già pubblicato il 28 novembre 2015, ha raggiunto la centesima posizione della classifica Top Singoli e ha anticipato l'album in studio d'esordio del cantautore, intitolato semplicemente Irama, il quale è stato prodotto da Giulio Nenna e Andrea Debernardi, e lanciato sul mercato il 12 febbraio 2016, sotto l'etichetta discografica Warner Music Italy.
Per la promozione del disco, è stato estratto come secondo singolo il brano Tornerai da me composto anch'esso in collaborazione con Giulio Nenna ed entrato in rotazione radiofonica dal 27 maggio. Il singolo è stato presentato il 24 e il 26 giugno in piazza del Popolo a Roma, in occasione della quarta edizione del Summer Festival, che ha visto l'artista vincitore nella sezione Giovani. In seguito, a due anni di distanza, il brano è stato certificato disco d'oro dalla FIMI per aver superato le 25 000 unità vendute.
In seguito, il 16 settembre è stato commercializzato come terzo e ultimo singolo estratto dall'album, il brano Non ho fatto l'università, scritto nuovamente con Giulio Nenna.

### 2017-2018: vittoria adAmici 17ePlume
Il 16 giugno 2017 ha rappresentato il ritorno musicale dell'artista a distanza di un anno, con la pubblicazione del singolo Mi drogherò presentato il 25 giugno in piazza del Popolo a Roma in concorso nella categoria "Big" per la quinta edizione del Summer Festival. Il lancio commerciale del singolo ha segnato, inoltre, la conclusione del sodalizio artistico fra Irama e la Warner Music Italy, a causa della scarsa promozione che l'etichetta riservava al cantautore.
Al termine dello stesso anno, in ricerca di un rilancio discografico, Irama ha deciso di partecipare alla diciassettesima edizione del talent show musicale Amici di Maria De Filippi, riuscendo ad accedere alla fase serale del programma che gli ha consentito di imporsi nel panorama musicale italiano. Nel corso della partecipazione, ha inciso alcuni brani inediti come Che vuoi che sia, Che ne sai, Un respiro e Voglio solo te che hanno raggiunto discrete posizioni nella classifica della Top Singoli (sebbene non fossero stati estratti come tali), mentre il singolo Un giorno in più, pubblicato il 2 marzo 2018, ha ottenuto la ventiquattresima posizione all'interno della Top Singoli e in seguito certificato disco d'oro. Alla fine della competizione artistica, il cantante si è classificato primo, vincendo, inoltre, il premio Radio 105 e ottenendo così la possibilità di rinnovare nuovamente un contratto discografico con la Warner Music Italy, etichetta che aveva promosso l'artista fin dal suo esordio.
Il brano inedito Nera, anch'esso presentato nel corso del talent, è stato lanciato come singolo il 1º giugno, ottenendo la seconda posizione della Top Singoli e venendo certificato quadruplo disco di platino dalla FIMI per le oltre 200 000 copie vendute, parallelamente alla pubblicazione del primo EP, prodotto nuovamente da Giulio Nenna e Andrea Debernardi, intitolato Plume, il quale ha raggiunto la vetta della Classifica FIMI Album, venendo certificato triplo platino dalla FIMI per aver superato il traguardo delle 150 000 copie vendute. La FIMI, inoltre, ha qualificato all'inizio dell'anno seguente Plume e Nera rispettivamente come il secondo album e il sesto singolo più venduti in Italia nel corso del 2018.
Il 22, il 24 e il 25 giugno, Irama si è esibito nuovamente in piazza del Popolo a Roma, calcando il palco della sesta edizione del Summer Festival, in cui ha proposto, all'interno della categoria "Big", il singolo Nera, mentre il 16 settembre è stato ospite della finale della kermesse sul palco del Parco Mind, in Area Expo a Rho (Milano). In seguito ha aderito nuovamente alla manifestazione musicale dei Battiti Live, presenziando il 1º luglio nella piazza della Libertà di Ostuni, il 22 luglio a Melfi in piazza Craxi e il 29 luglio a Bari al Molo San Nicola.
Successivamente il 12 settembre Irama ha introdotto una tappa italiana del Fatti sentire World Wide Tour di Laura Pausini al Mediolanum Forum di Assago, per poi aprire il concerto della cantante anche il 12 ottobre all'Unipol Arena di Casalecchio di Reno e il 31 dello stesso mese presso il PalaLottomatica di Roma.

### 2018-2020:Giovanie secondo Sanremo
Il 19 ottobre 2018, a solo quattro mesi di distanza dal precedente progetto discografico, è stato pubblicato il secondo album in studio del cantautore dal titolo Giovani che vede ancora una volta la produzione di Giulio Nenna e Andrea Debernardi. Il disco, che ha anch'esso esordito direttamente alla prima posizione della Classifica FIMI Album e certificato disco di platino, è stato accompagnato contemporaneamente dal lancio commerciale del primo singolo Bella e rovinata, giunto al ventunesimo posto della Top Singoli.
Il 20 dicembre 2018, durante il festival canoro Sanremo Giovani, è stata resa nota da Pippo Baudo e Fabio Rovazzi la sua partecipazione al 69º Festival di Sanremo, per la prima volta nella sezione "Campioni", in cui nel febbraio 2019 ha gareggiato in gara con il brano La ragazza con il cuore di latta, di cui è stato autore insieme con Giuseppe Colonnelli e i collaboratori Andrea Debernardi e Giulio Nenna e al termine della manifestazione si è classificato al settimo posto. Durante la quarta serata, dedicata ai duetti, l'artista ha eseguito il brano sanremese in coppia con Noemi. Il singolo, commercializzato dal 6 febbraio 2019, è arrivato al terzo posto della Top Singoli fino ad ottenere il doppio disco di platino, venendo inserito in Giovani per sempre, riedizione del disco precedente pubblicata due giorni più tardi che annovera anche la partecipazione di altri artisti quali Vegas Jones con i The Kolors e Mr. Rain. Anche quest'album ha raggiunto la vetta della Classifica FIMI Album, consentendo a Irama di conquistare il piazzamento più alto della graduatoria di vendite con il terzo prodotto discografico consecutivo.
Il 3 giugno 2019 è uscito il singolo Arrogante, che a cinque giorni dall'uscita registra già due milioni e mezzo di visualizzazioni su YouTube. Il 27 marzo 2020 è uscito il nuovo singolo Milano, con la partecipazione di Francesco Sarcina, frontman del gruppo Le Vibrazioni. Irama ha spiegato il significato del brano: "Milano è la città dove vivo, un posto che mi ha accolto e che mi ha reso migliore, sia a livello artistico che umano. Vederla così (si riferisce alla città deserta durante il lockdown imposto per la pandemia di COVID-19, ndr.) è un vero pugno allo stomaco". Il ricavato del brano è destinato a donazioni di beneficenza.  Dal 15 maggio al 5 giugno 2020 ha preso parte alla prima edizione del talent show mmusicale Amici speciali, spin-off di Amici, dedicato alla raccolta fondi della protezione civile per l'emergenza COVID-19, dove al termine di esso ne è uscito vincitore. Il 28 agosto è uscito il suo secondo EP Crepe, che ha raggiunto la vetta della classifica FIMI Album e certificato disco di platino.

### 2020-2022: doppio Sanremo eIl giorno in cui ho smesso di pensare

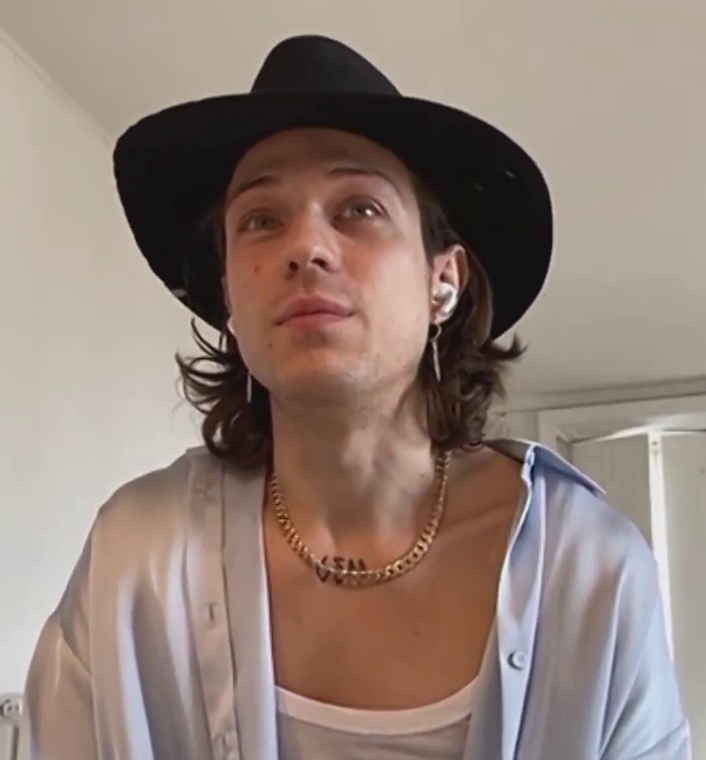
Irama nel 2021

Nel marzo 2021 ha partecipato per la terza volta in gara al 71º Festival di Sanremo con il brano La genesi del tuo colore. Nella mattinata del 2 marzo, poche ore prima della serata inaugurale del festival, uno dei collaboratori dell'artista è risultato positivo al COVID-19. Il cantante ha dovuto sottoporsi ad una quarantena di cinque giorni, mettendo a rischio la propria partecipazione alla kermesse e facendo slittare la sua esibizione alla serata successiva a patto di sottoporsi ad un tampone che dia esito negativo. Irama non risulta positivo al SARS-CoV-2, tuttavia un altro dei suoi collaboratori è risultato positivo. Teoricamente costretto al ritiro, è riuscito comunque a prendere parte alla gara canora tramite un filmato pre-registrato della prova generale avvenuta pochi giorni prima, grazie ad una modifica in itinere del regolamento volta a evitarne l'esclusione. Al termine della manifestazione si è classificato al quinto posto. A seguito di ciò, Irama è diventato il secondo artista, dopo Claudio Villa nell'edizione del 1955, ad aver partecipato al Festival di Sanremo senza cantare dal vivo durante la gara.
Nel febbraio 2022 ha partecipato per la quarta volta in gara al 72º Festival di Sanremo con il brano Ovunque sarai, dedicato alla nonna, con cui si è classificato al quarto posto al termine della manifestazione. Il 25 febbraio è stato pubblicato l'album Il giorno in cui ho smesso di pensare, dal quale è stato estratto anche il singolo di successo 5 gocce in duetto con Rkomi. L'album ha inoltre debuttato alla prima posizione della classifica FIMI e certificato quadruplo disco di platino per le 200 000 unità equivalenti vendute. Il 1º luglio dello stesso anno e stato pubblicato il singolo PamPamPamPamPamPamPamPam, unico estratto della riedizione digitale dell'album. Il 25 novembre è uscito il singolo inedito Ali, insieme ad una nuova riedizione dell'album.

### 2023-presente:No Stresse doppio Sanremo
Il 7 luglio 2023 è stato pubblicato un album di Irama e Rkomi intitolato No Stress, anticipato il 9 giugno dal singolo Hollywood. Nel febbraio 2024 è tornato in gara al 74º Festival di Sanremo, due anni dopo la sua ultima partecipazione, col brano Tu no, classificandosi al quinto posto al termine della kermesse musicale. Il 9 febbraio, nella quarta serata dedicata alle cover, ha duettato con Riccardo Cocciante cantando il brano Quando finisce un amore. Il 17 maggio ha pubblicato il singolo Galassie presentato in anteprima il 15 maggio al suo primo concerto all'Arena di Verona. Nello stesso anno è risultato essere il secondo artista con più copie certificate nella storia del Festival di Sanremo in epoca FIMI.
Nel febbraio 2025 ha partecipato per la sesta volta in gara al 75º Festival di Sanremo con il brano Lentamente, classificatosi al nono posto al termine della manifestazione. Il brano ha poi raggiunto la dodicesima posizione della classifica Top Singoli e in seguito certificato disco d'oro. Il 14 febbraio, nella quarta serata dedicata alle cover, ha duettato con Arisa cantando il brano Say Something del duo musicale A Great Big World e della cantautrice Christina Aguilera, classificatosi al sesto posto.

## Discografia
- 2016 – Irama
- 2018 – Giovani
- 2022 – Il giorno in cui ho smesso di pensare
- 2023 – No Stress (con Rkomi)

## Tournée
- 2018 – Plume tour
- 2019 – Giovani per sempre tour
- 2022 – Il giorno in cui ho smesso di pensare tour
- 2023 – No Stress tour (con Rkomi)
- 2024/25 – Irama Live tour

## Programmi televisivi
- Amici di Maria De Filippi 17 (Canale 5, Real Time, 2018) - concorrente, vincitore
- Amici speciali 1 (Canale 5, 2020) - concorrente, vincitore
- Celebrity Hunted: Caccia all'uomo (Prime Video, 2022) - concorrente

## Partecipazioni a manifestazioni canore
- Festival di Sanremo (Rai 1)
  - 2016 – Non finalista sezione "Nuove proposte" con Cosa resterà
  - 2019 – 7º posto con La ragazza con il cuore di latta
  - 2021 – 5º posto con La genesi del tuo colore
  - 2022 – 4º posto con Ovunque sarai
  - 2024 – 5º posto con Tu no
  - 2025 – 9º posto sezione "Campioni" con Lentamente
- Sanremo Giovani (Rai 1)
  - 2015 – 3º posto con Cosa resterà

## Riconoscimenti
- Amici di Maria De Filippi
  - 2018 – Vincitore della diciassettesima edizione nella categoria "Canto"[5]
  - 2018 – Premio Radio 105[5]
- Amici speciali
  - 2020 – Vincitore della prima edizione nella categoria "Canto"[6]
- Summer Festival
  - 2016 – Vincitore della quarta edizione nella sezione "Giovani"[24][25]